# Casinaria semiothisae
Casinaria semiothisae là một loài tò vò trong họ Ichneumonidae.